# Jean-Marie Basset
Pour les articles homonymes, voir Basset.
Jean-Marie Basset est un chimiste français né le 9 juin 1943. Il est membre de l'Académie des sciences.

## Biographie
Jean Marie Basset est ingénieur de l’École Supérieure de Chimie Industrielle de Lyon. Il effectue une thèse de doctorat sous la direction du professeur Marcel Prettre, membre correspondant de l’Institut. Après un post doctorat à Toronto (University of Toronto), puis à Imperial College à  Londres  (avec le Pr. Wilkinson, prix Nobel 1973), il rejoint l’Institut de Catalyse du CNRS dont il deviendra sous-directeur. Il est ensuite membre fondateur, avec Jean Claude Charpentier, de l’École de Chimie Physique et Électronique de Lyon (CPE Lyon), dont il devient directeur scientifique. Il crée le laboratoire de Chimie Organométallique de Surface puis le laboratoire de Chimie Catalyse et Procédé COMS UMR CNRS-CPE–UCB 52 dont il assume la direction. Il devient alors membre fondateur et directeur du Centre de Catalyse à la King Abdullah University of Science and  technology en 2008. Il a été président d’un laboratoire européen d’excellence  (NOE) IDECAT regroupant 44 laboratoires de catalyse en Europe. Il a été membre du Board de nombreuses institutions comme Axelera (pole de compétitivité, chimie et environnement), de CPE, de la Maison de la Chimie.

## Travaux scientifiques
Le seul objectif scientifique de Jean Marie Basset a été de rapprocher deux disciplines a priori très différentes que sont la catalyse homogène, d’une part (régie par les lois de la chimie moléculaire) et de la catalyse hétérogène, d’autre part, (plus orientée vers la science des surfaces). Et pourtant la catalyse (qu’elle soit hétérogène ou homogène) est une discipline correspondant à la transformation de molécules en d’autres molécules et macromolécules. Donc les règles de la chimie moléculaire devraient s’appliquer à la rationalisation, du moins partielle, des phénomènes de catalyse hétérogène.  En particulier tout intermédiaire de catalyse hétérogène doit faire intervenir un fragment organométallique de surface.
Jean-Marie basset a ainsi développé la « chimie organométallique de surface » qui consiste à faire réagir les complexes organométalliques issus de la chimie moléculaire avec les surfaces d’oxydes ou de métaux,. Toute une discipline nouvelle de la chimie est née, dont il est le pionnier mondial incontesté. Il a fallu dans un premier temps développer les outils nécessaires à l’identification et la caractérisation poussée de ces nouveaux types de catalyseurs. Puis il a utilisé ces outils pour démontrer la première réaction de catalyse par cluster moléculaire. Puis il a découvert la transformation des polyoléfines (plastiques) en diesel. Puis la réaction de métathèse des alcanes, le couplage du méthane en éthane et hydrogène, la métathèse des cyclo-alcanes, la transformation de l’éthylène en propylène, la coupure des alcanes par le méthane, l’hydro métathèse des oléfines, la métathèse des imines, l’oxydation métathétique des oléfines. Toutes ces reactions nouvelles de la catalyse ont pu être le résultat d’une approche prédictive de la catalyse qui est son axe de recherche actuel,,,. La rationalisation de la catalyse hétérogène par design lui permet de répondre a une demande industrielle de plus en plus concernée par l’énergie et l’environnement. C’est ainsi que Jean-Marie Basset a déposé plus de 50 brevets en Europe et aux USA, et il travaille avec les plus grands groupes de la chimie et de la pétrochimie.
Jean-Marie Basset est l'auteur ou le co-auteur de près de 1 000 publications scientifiques.

## Honneurs et distinctions
2021 : Directeur de recherche CNRS Emérite, IRCP-UMR CNRS 8247 Chimie Paris-Tech, École Nationale Supérieure de Chimie de Paris
2017 : Professeur Honoraire, Central South Central University (CN)
2017 : Professeur Honoraire, Fu Zhou University (CN)
2017 : Membre de l’Académie Nationale des Inventeurs (USA)
2015 : Professeur Honoraire, Université de Nanjing (CN)
2011 : Membre de l’Académie  Européenne des Sciences et des Arts (EU)
2008 : Docteur  Honoris Causa, Université de Xiamen (CN)
2008 : Docteur  Honoris Causa Technical  Université de Munich (DE)    
2006 : Augustine Award of the ORCS  (USA)
2005 : Distinguished Achievements Award of IMPI (USA)
2003 : Chevalier dans l’Ordre national du Mérite (FR)
2003 : Membre de L’Académie Européenne des Sciences(EU)
2002 : Professeur Invité  Université de  Hokkaido (JAP)
2002 : Membre de l'Académie des sciences (FR)
2001 : Membre de l’Académie des Technologies (FR)
1999 : Conférencier “August-Wilhem-Von-Hofman-Vorselung“ (DE)
1999 : Lauréat du Grand prix Pierre-Süe (FR)
1998 : «Prix de l’Institut Français du Pétrole», Académie des Sciences (FR)
1998 : «Conférencier SEABORG en chimie Inorganique (Université de Berkeley) (USA)
1997 : Prix «Procope»  pour la collaboration Franco-Allemande (FR/DE)
1997 : Grand Prix «Prix Süe 1997» de la Société Française de Chimie (FR)
1993 : Membre Correspondant de L’Académie des Sciences (FR)
1992 : Prix «Grammaticakis Neuman» de L’Académie des Sciences (FR)
1991 : Prix «Max Planck », conjoint avec le professeur Wolfgang Herrmann (DE)
1987 : «Japan  Society for the Promotion of Sciences»  (JAP)
1987 : Prix «Alexander Von Humboldt» (DE)
1984 :  Conférencier « Pacific Coast Lecturer West Coast » (USA)